# Chitarra resofonica
La chitarra resofonica, spesso chiamata anche Dobro (pur essendo quest'ultima solo uno dei tipi di chitarra resofonica), è un tipo di chitarra inventata negli Stati Uniti d'America alla fine degli anni venti, da John Dopyera, emigrante slovacco. Rispetto alla chitarra tradizionale, essa è dotata di uno o più coni metallici vibranti, inseriti nel corpo dello strumento e collegati al ponte, con la funzione di amplificarne il suono. 

## Storia dello strumento
Nei primi decenni del '900 si sviluppò sempre più la tendenza dei musicisti "moderni" a suonare in ensemble, e la nascita della chitarra resofonica corrispose alla crescente necessità da parte dei chitarristi di competere, in termine di volume di suono, con altri strumenti come banjo e mandolini, e più tardi con i sempre più numerosi fiati del jazz statunitense. Mentre la C.F. Martin si adoperava nel rivoluzionare la costruzione della chitarra acustica tradizionale, inventando dapprima l'"orchestra model" e successivamente la "dreadnought", I Dopyera, in collaborazione con George D. Beauchamp inventarono un ingegnoso sistema che prevedeva l'inserimento di uno o più coni vibranti, in metallo leggero, all'interno del corpo della chitarra. Questi erano attaccati per il vertice al ponticello, secondo una funzione molto simile a quella dei "coni" delle casse acustiche elettriche. Il volume rispetto ad una chitarra tradizionale veniva così nettamente aumentato, creando però numerosi effetti collaterali che conferivano allo strumento un carattere molto forte, con toni molto metallici (toni medio-alti molto intensi), caratterizzato da un grande attacco (potenza iniziale delle note) ed un ridottissimo sustain (durata delle note) oltre ad un riverbero naturale sorprendentemente lungo: tutte caratteristiche tipiche del banjo. La combinazione tra suono caratterizzato dalle frequenze medie, forte attacco e sustain ridotto fa sì che la chitarra resofonica dia il meglio di sé nei veloci arpeggi, tipici della musica rurale americana.
Grazie all'utilizzo dei coni risuonatori i fratelli Dopyera commercializzarono sotto il marchio National Guitars (che iniziò presto a produrre solo strumenti con resonator), oltre alle chitarre resofoniche, anche altri strumenti, come mandolini, ukulele e le cosiddette chitarre tenor o plectrum, sorta di incrocio tra il banjo e la chitarra resofonica.
Quando l'utilizzo di amplificatori elettrici divenne comune e quindi vennero risolti i problemi di volume, la chitarra resofonica continuò a vivere (e vive tuttora) grazie soprattutto alla propria specificità timbrica. Il suo suono peculiare, divenuto caratteristico del delta blues e della musica hawaiiana allora di moda, è oggi uno standard per molti generi musicali quali il country, il blues, il bluegrass e tutta la musica tradizionale statunitense.
Specifico di questa tradizione (in particolare per quel che riguarda le chitarre resofoniche) è l'utilizzo del tipico bottleneck, un vero collo di bottiglia segato (o, più comunemente un cilindro cavo in vetro, metallo o ceramica) che produce variazioni "graduali" delle note (tecnica appunto definita slide, cioè scivolamento) in omaggio all'ormai solido connubio degli anni trenta tra musica rurale americana e musica hawaiiana. A tal proposito, è interessante notare come sia usuale anche su alcune chitarre resofoniche moderne veder disegnati o incisi su tutto il corpo della chitarra paesaggi hawaiiani, con tanto di palme in bella mostra.

## Caratteristiche tecniche
La chitarra resofonica venne originariamente prodotta dai Dopyera con diverse conformazioni:
- Chitarre tricono, le prime chitarre resofoniche ad essere inventate e commercializzate con la National, contenenti tre piccoli coni di alluminio raccordati tra loro da una struttura metallica a forma di "T" su cui è inserito un ponticello in legno che sostiene le corde.
- Chitarre a cono singolo con ponte biscuit. Dopo la grande depressione del 1929 John Dopyera e National si ritrovarno di fronte alla necessità di economizzare la produzione e nacquero quindi i risuonatori a cono singolo con ponte biscuit, caratteristici del marchio National. Essi, come sulle tricono, hanno la punta rivolta verso le corde, punta che è però stondata andando a formare una base sulla quale poggia un "cerchietto" in acero con un alloggiamento per il ponte (anch'esso in acero) tracciato sul suo diametro. Questo tipo di ponte è largamente utilizzato nel blues acustico.
- Chitarre a cono singolo con ponte spider, all'invenzione del quale la National rifiutò la produzione ai fratelli Dopyera che dunque lasciarono la compagnia fondando la Dobro, che divenne marchio simbolo per questo tipo di chitarre. Mentre il ponte biscuit poggia sulla punta stondata del cono, nelle chitarre a ponte spider il cono è posto al contrario, con la punta verso il fondo della chitarra, e il ponte è dunque costituito da una "ragnatela" metallica che va a poggiare sui bordi esterni del cono e che va a produrre un suono leggermente più compresso molto amato nella musica country.

Il corpo della chitarra può essere in metallo (ottone, o in alternativa acciaio) o legno (principalmente mogano, o acero), con manici round-neck (stondati come sulle altre chitarre) o square-neck (quadrati sul retro, con le meccaniche girate al contrario e le corde molto alte sulla tastiera, per essere suonate sulle ginocchia con il top rivolto verso il viso del musicista, con il solo tonebar, una barra di metallo che viene usata in modo simile al bottleneck eccetto per il fatto che viene tenuta tra due dita invece che inserendo un dito all'interno). È interessante notare come le chitarre a ponte biscuit abbiano più spesso il corpo in metallo, quelle con ponte spider più spesso in legno, mentre le tricono siano quasi esclusivamente prodotte con corpo in metallo. Le chitarre square-neck sono tipicamente utilizzate nel bluegrass e solitamente costruite con ponte spider.
Proprio l'utilizzo massiccio del bottleneck o del tonebar e l'impiego in generi quali il bluegrass fanno sì che la chitarra resofonica venga spesso accordata diversamente rispetto all'accordatura tradizionale spagnola (mi-si-sol-re-la-mi), con accordature "aperte". Queste consentono di suonare un accordo o delle triadi su tutte le corde quando suonate "aperte" o "libere" (cioè senza utilizzare la mano sinistra sulla tastiera) e di conseguenza di avere triadi "verticali" su tutta la tastiera. Le accordature aperte più usate sono quella in sol e quella in re. L'utilizzo delle accordature aperte è naturale sulle chitarre resofoniche anche perché, in questi strumenti, quando si fa vibrare una corda, anche le altre (se lasciate "libere") vibrano per simpatia. Mentre su una accordatura standard questo porterebbe a risultati il più delle volte fastidiosi, con una accordatura aperta si ottengono armonici unici nel loro genere.

## Principali interpreti dello strumento

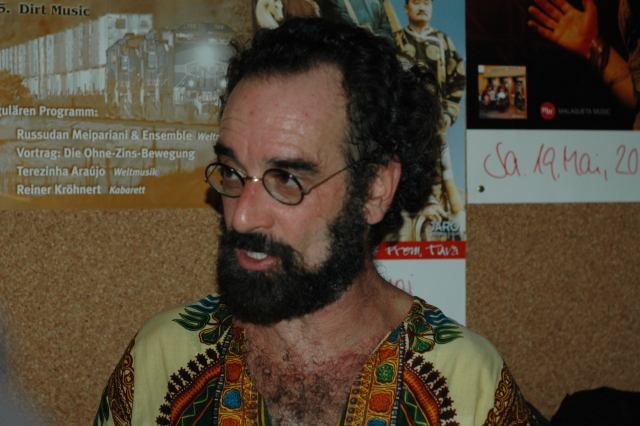
Bob Brozman, fotografato in occasione di un concerto tenuto a Stoccarda il 18 maggio del 2007

Utilizzata da pionieri dello slide country-blues come Son House e Bukka White, la chitarra resofonica deve oggi la sua fama anche verso il grande pubblico soprattutto alla copertina del pluri-premiato album dei Dire Straits Brothers in Arms, che la raffigura. Mark Knopfler la usa in diversi famosissimi brani, quale ad esempio Romeo and Juliet. È uno strumento usato da molti musicisti rock di grande fama come Jimmy Page, Rory Gallagher e Mike Oldfield. Eric Clapton ne fa massiccio impiego nel celebre album Unplugged. Grandi maestri della tecnica slide sono gli americani Bob Brozman (considerato a livello mondiale come forse il più grande interprete dello strumento), Eric Sardinas, Ry Cooder e J. J. Cale.
La chitarra dobro, del tipo squareneck e suonata in posizione orizzontale, è particolarmente tipica della musica bluegrass, rappresentata da artisti, quali Pete "Brother Oswald" Kirby, Buck "Josh" Graves, Tut Taylor e Mike Auldridge. Gene Wooten, Rob Ickes, ma soprattutto Jerry Douglas sono gli attuali performers più conosciuti al grande pubblico.
Famosi artisti pop rock italiani che amano salire sul palco con chitarre resofoniche sono, tra gli altri, Alex Britti (usa molto bene un Tricono National), e Ligabue, mentre il bassista della band indie Zen Circus, Massimiliano "Ufo" Schiavelli, usa un basso resofonico Tuscany.